# Датчик давления

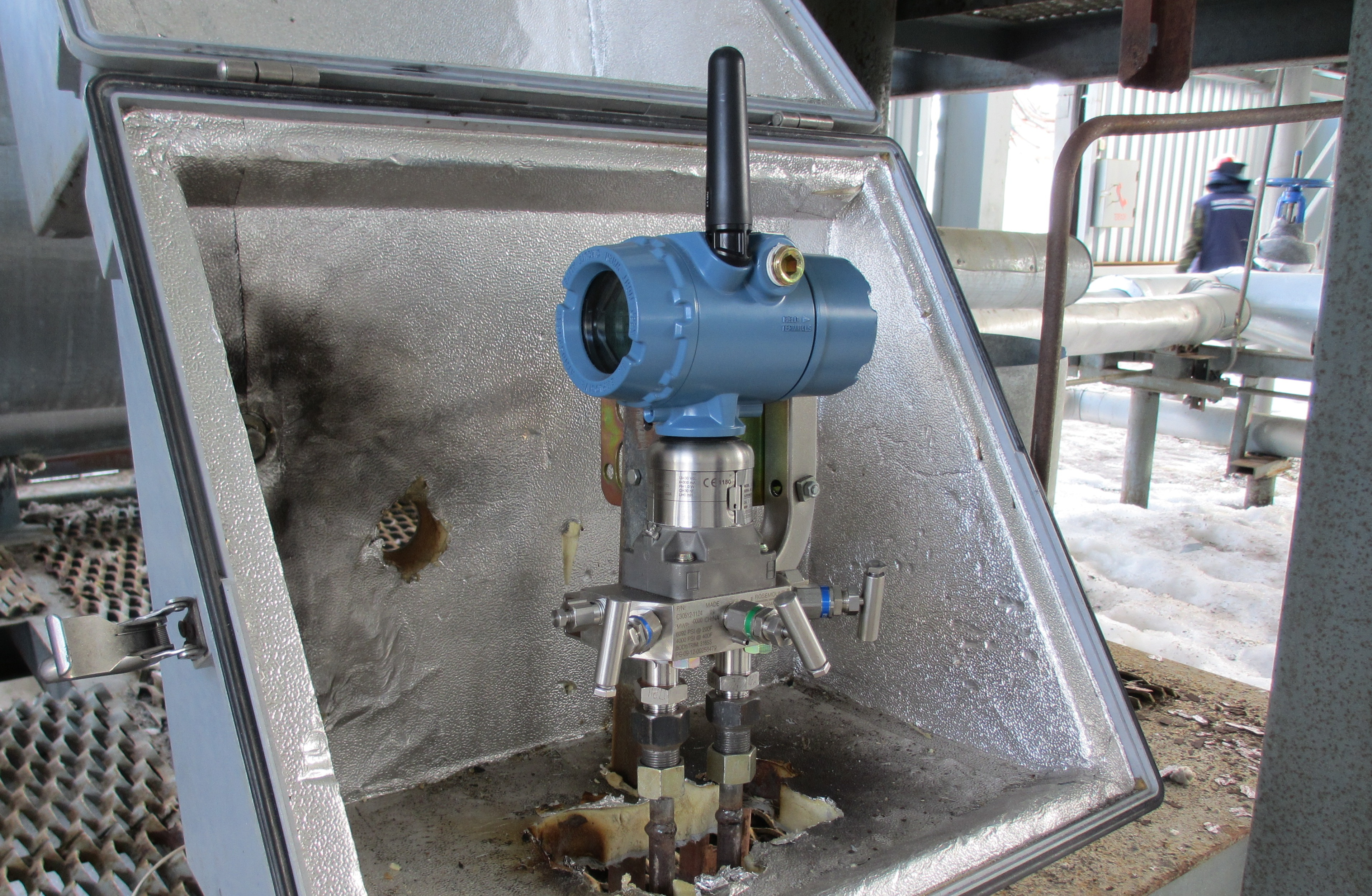
Датчик давления

Датчик давления — устройство, физические параметры которого изменяются в зависимости от давления измеряемой среды (жидкости, газа, пара). В датчиках давление измеряемой среды преобразуется в унифицированный пневматический, электрический цифровой код или сигналы.

## Классификация
Датчики давления можно классифицировать по диапазонам измеряемого давления, диапазону рабочих температур и, что наиболее важно, по типу измеряемого давления. Датчики давления называются по-разному в зависимости от их назначения, но одна и та же реализация может использоваться под разными названиями.

### Датчик абсолютного давления
Этот датчик измеряет давление относительно идеального вакуума. Датчики абсолютного давления используются в приложениях, где требуется постоянный эталон, например, в высокопроизводительных промышленных приложениях, таких как контроль вакуумных насосов, измерение давления жидкости, промышленная упаковка, управление промышленными процессами и авиационный контроль.

### Датчик избыточного давления
Этот датчик измеряет давление относительно атмосферного давления. Манометр в автомобильных шинах является примером измерения избыточного давления; когда он показывает ноль, тогда давление, которое он измеряет, такое же, как давление окружающей среды. Большинство датчиков для измерения давления до 50 бар изготавливаются таким образом, поскольку в противном случае колебания атмосферного давления (погода) отражаются как погрешность в результате измерения.

### Датчик вакуумного давления
Этот термин может вызвать путаницу. Его можно использовать для описания датчика, который измеряет давление только ниже атмосферного, показывая разницу между этим низким давлением и атмосферным давлением, но его также можно использовать для описания датчика, который измеряет абсолютное давление относительно вакуума.

### Датчик перепада давления (Датчик дифференциального давления)
Этот датчик измеряет разницу между давлениями в двух точках, по одной на каждой стороне датчика. Датчики перепада давления используются для измерения многих свойств, таких как падение давления на масляных или воздушных фильтрах, уровни жидкости (путем сравнения давления выше и ниже жидкости) или скорости потока (путем измерения изменения давления на сужении). С технической точки зрения, большинство датчиков давления на самом деле являются датчиками перепада давления; например, датчик избыточного давления представляет собой просто датчик перепада давления, одна сторона которого открыта для окружающей атмосферы.

### Герметичный датчик давления
Этот датчик подобен датчику избыточного давления, за исключением того, что он измеряет давление относительно некоторого фиксированного давления, а не атмосферного давления окружающей среды (которое зависит от местоположения и погоды).

## Принципы реализации
Датчик давления состоит из первичного преобразователя давления, в составе которого чувствительный элемент — приемник давления, схемы вторичной обработки сигнала, различных над конструкции корпусных деталей, в том числе для герметичного соединения датчика с объектом и защиты от внешних воздействий и устройства вывода информационного сигнала. Основными отличиями одних приборов от других являются пределы измерений, динамические и частотные диапазоны, точность регистрации давления, допустимые условия эксплуатации, массогабаритные характеристики, которые зависят от принципа преобразования давления в электрический сигнал: тензометрический, пьезорезистивный, ёмкостный, индуктивный, резонансный, ионизационный, пьезоэлектрический и другие.

### Тензометрический метод
Чувствительные элементы датчиков базируются на принципе изменения сопротивления при деформации тензорезисторов, приклеенных к упругому элементу, который деформируется под действием давления.

### Пьезорезистивный метод
Основан на интегральных чувствительных элементах из монокристаллического кремния. Кремниевые преобразователи имеют высокую чувствительность благодаря изменению удельного объемного сопротивления полупроводника при деформировании давлением.
Для измерения давления чистых неагрессивных сред применяются так называемые Low cost — решения, основанные на использовании чувствительных элементов либо без защиты, либо с защитой силиконовым гелем.
Для измерения агрессивных сред и большинства промышленных применений используется преобразователь давления в герметичном металло-стеклянном корпусе, с разделительной диафрагмой из нержавеющей стали, передающей давление измеряемой среды посредством кремнийорганической жидкости.

### Ёмкостный метод
"Сердцем" датчика давления является ёмкостная ячейка. Ёмкостный метод основан на зависимости изменения электрической ёмкости между обкладками конденсатора и измерительной мембраны от подаваемого давления. Основным преимуществом ёмкостного метода является защита от перегрузок (изм. мембрана при перегрузке ложится на стенки «обкладки» конденсатора, длительное время не подвергаясь деформации, при снятии перегрузки мембрана восстанавливает исходную форму, при этом дополнительная калибровка сенсора не требуется), также обеспечивается высокая стабильность метрологических характеристик, уменьшение влияния температурной погрешности за счет малого объема заполняющей жидкости непосредственно в ячейке.

### Резонансный метод
В основе метода лежит изменение резонансной частоты колеблющегося упругого элемента при деформировании его силой или давлением. Это и объясняет высокую стабильность датчиков и высокие выходные характеристики прибора.
К недостаткам можно отнести индивидуальную характеристику преобразования давления, значительное время отклика, невозможность проводить измерения в агрессивных средах без потери точности показаний прибора.

### Индуктивный метод
Основан на регистрации вихревых токов (токов Фуко). Чувствительный элемент состоит из двух катушек, изолированных между собой металлическим экраном. Преобразователь измеряет смещение мембраны при отсутствии механического контакта. В катушках генерируется электрический сигнал переменного тока таким образом, что заряд и разряд катушек происходит через одинаковые промежутки времени. При отклонении мембраны создается ток в фиксированной основной катушке, что приводит к изменению индуктивности системы. Смещение характеристик основной катушки дает возможность преобразовать давление в стандартизованный сигнал, по своим параметрам прямо пропорциональный приложенному давлению.

### Ионизационный метод
В основе лежит принцип регистрации потока ионизированных частиц. Аналогом являются ламповые диоды.
Лампа оснащена двумя электродами: катодом и анодом, — а также нагревателем. В некоторых лампах последний отсутствует, что связано с использованием более совершенных материалов для электродов.
Преимуществом таких ламп является возможность регистрировать низкое давление — вплоть до глубокого вакуума с высокой точностью. Однако следует строго учитывать, что подобные приборы нельзя эксплуатировать, если давление в камере близко к атмосферному. Поэтому подобные преобразователи необходимо сочетать с другими датчиками давления, например, емкостными. Зависимость сигнала от давления является логарифмической.

### Пьезоэлектрический метод
В основе лежит прямой пьезоэлектрический эффект, при котором пьезоэлемент генерирует электрический сигнал, пропорциональный действующей на него силе или давлению. Пьезоэлектрические датчики используются для измерения быстроменяющихся акустических и импульсных давлений, обладают широкими динамическими и частотными диапазонами, имеют малую массу и габариты, высокую надежность и могут использоваться в жестких условиях эксплуатации.

## Регистрация сигналов датчиков давления
Сигналы с датчиков давления могут быть как медленноменяющимися, так и быстропеременными. В первом случае их спектр лежит в области низких частот. Для того, чтобы с высокой точностью оцифровать такой сигнал, необходимо подавить высокочастотную часть спектра, полностью состоящую из помех. Это особенно актуально в промышленных условиях.
Специально для ввода медленноменяющихся сигналов используются интегрирующие АЦП. Они проводят измерение не мгновенного значения сигнала (которое изменяется под действием помех), а интегрируют сигнальную функцию за заданный промежуток времени, который заведомо меньше постоянной времени процессов, происходящих в контролируемой среде, но заведомо больше периода самой низкочастотной помехи.
Интегрирующие АЦП выпускают многие зарубежные фирмы (Texas Instruments, Analog Devices и др).
Для измерения переменных давлений применяют датчики с аналоговым выходным сигналом, например, 0—20, 4—20 мА и 0—5, 0,4—2 В.
Пьезоэлектрические датчики применяются для измерения быстропеременных процессов в диапазоне частот от единиц Гц до сотен кГц.

## Отличие от манометра
В отличие от датчика давления, манометр — прибор, предназначенный для измерения (а не просто преобразования) давления. В манометре от давления зависят показания прибора, которые могут быть считаны с его шкалы, дисплея или аналогичного устройства.